# إيغارابي أكو
إيغارابي أكو (بالبرتغالية: Igarapé-Açu‏)؛ بلدية في ولاية بارا في المنطقة الشمالية من البرازيل. يبلغ عدد سكان البلدية حوالي 36883 نسمة وفقًا لتقديرات المعهد الدولي للإحصاء في عام 2013.